# Carl Gottlieb Pfeilsticker
Carl Gottlieb Pfeilsticker (* 19. September 1779 in Brettach; † 6. Februar 1841) war ein württembergischer Verwaltungsbeamter.

## Leben
Pfeilsticker war ein Sohn des Amtmanns und Gerichtsschreibers Daniel Gottlieb Pfeilsticker aus Brettach und seiner Frau Christina Dorothea, geb. Mörike. Nach einer Ausbildung als Schreiber diente er 1809 als freiwilliger Militärrechner im Landbataillon. Noch im gleichen Jahr wurde er Regimentsquartiermeister, 1816 Stiftungsverwalter in Reutlingen, 1819 Oberamtmann des Oberamts Tuttlingen. Wegen einer Kassenrestsache als Stiftungsverwalter wurde er zurückgestuft und amtierte ab 1828 als Sekretär bei der Regierung des Neckarkreises in Ludwigsburg.